# Teatro Caio Melisso
Il Caio Melisso è il più antico teatro all'italiana della città di Spoleto, e, fino alla costruzione dell'altro teatro d'opera cittadino, l'ottocentesco Teatro Nuovo, svolse il ruolo di principale palcoscenico della città. Il teatro si trova nella Piazza del Duomo ed è edificato sulle fondamenta trecentesche del mai realizzato Palazzo della Signoria, al cui interno si trova anche la Casa dell'Opera del Duomo, realizzata nel 1419.

## Storia
Nel Cinquecento, abbandonato ormai il progetto di continuare la costruzione del Palazzo della Signoria, rimaneva un vasto spazio fra l'Opera del Duomo e la ex chiesa di Santa Maria della Manna d'Oro, (eretta tra il XVI e il XVII secolo, a pianta ottagonale, oggi dedicata a spazio espositivo); entrambe le costruzioni s'erano già innalzate sopra quell'edificio rimasto incompiuto. Non si conosce esattamente l'utilizzo di quell'ambiente prima del 1657, anno in cui l'Accademia degli Ottusi, ne ottiene l'uso e lo allestisce inizialmente come "stanzone per le pubbliche commedie" chiamandolo Teatro della Rosa.
L'interesse per il teatro era già allora molto diffuso e vivo a Spoleto, che contava fra i propri cittadini anche numerosi autori di commedie come Bernardino Campello, Ottavio Castelli, Giovanni Battista Lauri, Bernardo Luparini e il celebre Loreto Vittori; inoltre aveva dato i natali a Giovanni Gherardi, capostipite di una delle più famose genealogie di Arlecchini e comici dell'arte.
Nel 1667, data cui risale la delibera comunale che ordina la costruzione di palchetti, quello "stanzone", su iniziativa ancora dell'Accademia degli Ottusi, diviene un vero teatro, il primo teatro pubblico italiano, uno fra i più antichi teatri italiani, costruito su di una struttura interamente lignea, con quattro ordini di palchi, denominato Nobile Teatro di Spoleto.
Subisce una prima ristrutturazione nel 1749 e una seconda nel 1817.
Nel 1751 viene arricchito di decorazione pittoriche, sipari e scene di pregevole fattura; Nicolò Jommelli mette in musica, espressamente per l'apertura, il melodramma Ipermestra di Pietro Metastasio; nel 1817 Gioachino Rossini partecipa come suonatore di contrabbasso ad una rappresentazione della sua Italiana in Algeri; fa appena in tempo ad ammirare le belle decorazioni settecentesche prima che vengano in parte distrutte e in parte trafugate nel 1819 da ignoti restauratori fiorentini.
Il teatro del 1819 è notevolmente inferiore al precedente ed è così poco amato dagli spoletini, desiderosi di averne un altro più grande e maestoso, che alcuni di loro tentano di incediarlo nel 1853.
L'inaugurazione del Teatro Nuovo nel 1864 segna la completa decadenza del Nobile e il suo abbandono, che tuttavia non dura a lungo perché appena dieci anni dopo il Comune ne decide il ripristino affidando l'incarico all'architetto spoletino Giovanni Montiroli (Spoleto 1817 - Roma 1888), allievo di Luigi Canina.

### DaNobile TeatroaTeatro Caio Melisso
Tra il 1877 e il 1880 l'architetto Montiroli corregge la curvatura a ferro di cavallo della sala, per migliorare la visibilità da parte del pubblico, e fa costruire tre ordini di palchi, abbattendo le vecchie strutture in legno.
Il pittore perugino Domenico Bruschi decora il plafone, con Apollo e nove Muse intercalate da lunette con composizioni floreali sovrastate da putti monocromi, e il sipario che ritrae l'Apoteosi di Caio Melisso (tempera su tela del 1879 raffigurante le arti e la poesia).
Consegnato nel 1880 completamente rinnovato, viene intitolato a Caio Melisso, spoletino, amico di Gaio Cilnio Mecenate, bibliotecario di fiducia di Augusto, scrittore, commediografo e grammatico, la cui opera è andata completamente perduta. Negli anni successivi accoglie i nomi più rappresentativi di quell'epoca: Emma Gramatica, Ruggero Ruggeri, Eduardo Scarpetta, Raffaele Viviani, Tito Schipa, Beniamino Gigli, Rosine Stoltz, Gemma Bellincioni, Elvira de Hildago, Conchita Supervia, ecc.
Ma quando Gian Carlo Menotti arriva nel 1957 a Spoleto trova il teatro declassato al ruolo di cinematografo.
Viene quindi ripristinato nel 1958, dopo un lungo abbandono, con una revisione completa delle sue strutture fondamentali, dall'architetto Roberto De Luca in occasione della prima edizione del Festival dei Due Mondi per volere dello stesso Maestro Gian Carlo Menotti; il 5 luglio 1958 viene inaugurato con l'opera Macbeth di Giuseppe Verdi.

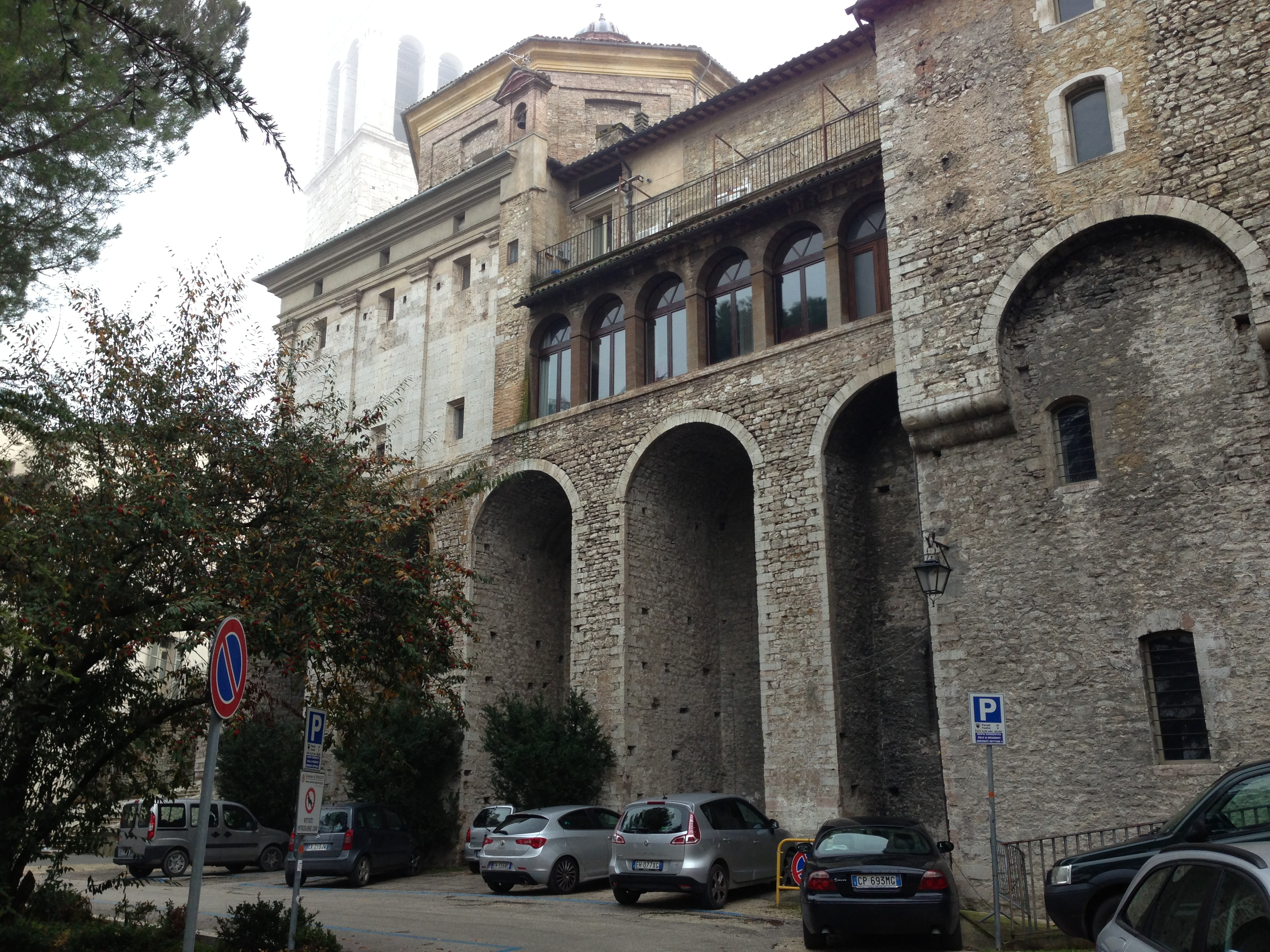
Facciata posteriore del Teatro

Un ulteriore consolidamento della struttura avviene negli anni '80, nell'ambito del programma regionale di restauro dei teatri storici umbri.

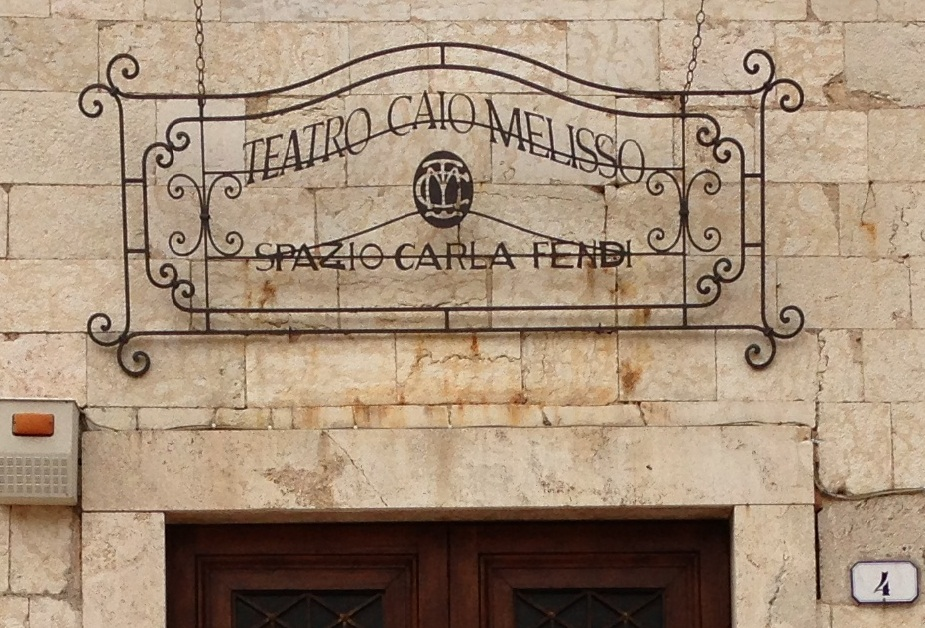
Nuovo logo del Teatro

### Teatro Caio Melisso Spazio Carla Fendi
Nel 2010 la Fondazione Carla Fendi si impegna, attraverso una collaborazione con il Comune di Spoleto, che si annuncia lunga e importante, a dare il proprio contributo ad un progetto che prevede un intervento di restauro, adeguamento e funzionalizzazione del Teatro Caio Melisso. Questa operazione nasce dal profondo legame che unisce Carla Fendi alla città di Spoleto, al Festival dei Due Mondi e al Maestro Giancarlo Menotti. La scelta del nuovo logo, Teatro Caio Melisso Spazio Carla Fendi, intende evidenziare questa importante sinergia con il Comune che prevede opere di miglioramento degli impianti, di messa in sicurezza della buca dell'orchestra, di restauro delle decorazioni, del sipario e delle quinte storiche.
Nel luglio del 2011 viene inaugurato il foyer restaurato e messo in sicurezza.
Nel luglio 2012 Philippe Daverio, storico e critico d'arte, presenta e illustra al pubblico del Festival e alla città un'altra importante tappa del progetto di ristrutturazione: i sipari originali del 1879, "L'Apoteosi di Caio Melisso" e il fondale "La Scena Ricca" del pittore Domenico Bruschi, restaurati con tutto l′apparato scenico; e ancora il rifacimento de "La Camera Ricca" o "Sala Concerti" anch'essa risalente al 1879, progettata da Montiroli.
Ogni anno il Teatro ospita una parte della stagione teatrale spoletina, oltre a spettacoli di compagnie locali ed eventi vari, ma soprattutto è sede di opere, spettacoli di prosa e concerti durante il Festival dei Due Mondi. Dal 1947 vi si svolge annualmente la stagione del Teatro lirico sperimentale "Adriano Belli".